# Entoloma kristiansenii
Entoloma kristiansenii är en svampart som beskrevs av Noordel. 1987. Entoloma kristiansenii ingår i släktet Entoloma och familjen Entolomataceae.  Arten är reproducerande i Sverige. Inga underarter finns listade i Catalogue of Life.